# Katja Ajster
Katja Ajster, znana pod odrskim imenom Kataya, slovenska pevka in glasovna igralka, * 2. julij 1986, Ljubljana.

## Življenjepis
Rojena je bila v Ljubljani, kjer je tudi odraščala, natančneje v Podutiku. Obiskovala je Osnovno šolo Miška Kranjca v Šiški, šolanje pa nadaljevala na Gimnaziji Poljane. Srednjo šolo je sprva pustila v 3. letniku in maturirala leta 2011. Študirala je sociologijo in filozofijo na ljubljanski Filozofski fakulteti.

## Pevska kariera
V osnovni šoli je pela v pevskem zboru. Pri šestnajstih je začela hoditi na ure petja k Leli Radovan, učila se je tudi pri Jadranki Juras. Njen prvi glasbeni mentor je bil Samo Udovč, pri komer si je pevske izkušnje nabirala s petjem v džez klubu Via Bona.
Svojo glasbeno pot je začela v skupini Tangels, takratnem novem projektu Raaya. Prvo skladbo »Life Goes Up« so izdali leta 2009, še pred tem (že 2008) pa je Raay za Katayo napisal »Naprej«. Leta 2010 so se udeležili Eme s »Kaj in kam«, pod imenom Divided pa so se prijavili na britanski X Factor in nastopili pred zvezdniškimi sodniki. Novembra istega leta je luč sveta ugledal Katayin singel »To je moj dan«, ki ga je posnela z ostalimi člani zasedbe (zato se kot izvajalec navaja tudi Kataya & Tangels ali Kataya VS Tangels). Šlo je za prvega v nizu načrtovanih singlov posameznih članov skupine, katerih namen je bil, da bi z njimi vsak izmed njih pridobil na prepoznavnosti. Komad je postal velika radijska uspešnica: po podatkih IPF-a je bil tretja najbolj predvajana skladba v letu 2011. »To je moj dan« kot tudi »Naprej« sta izšli na dobrodelnem albumu Tangelsov Vprašaj nocoj srce (november 2010). 
2012 se je Kataya razšla s Tangelsi in se podala na samostojno glasbeno pot. Oktobra je predstavila dance pesem »Novi svet«, ki jo je zanjo ustvaril Igor Potočnik, besedilo pa je s pomočjo Aleše Zrimšek napisala sama. Koproducent »Novega sveta« je bil DJ Maj, s katerim sta začela skupaj nastopati. Nekaj časa jo je na nastopih spremljal tudi njen band z imenom Zatemnene šipe. Po »Numero uno« s Challetom Salletom in Erikom, za katero je posnela svoj prvi uradni videospot, je sledilo sodelovanje z Davidom Hudnikom, plod katerega so bile skladbe »Back to Life«, »Mimeomia« in »Summer Dream«.
Na povabilo ameriških glasbenih producentov je večkrat obiskala Los Angeles (2014−15), kjer je spoznala z grammyjem nagrajena producenta Kuka Harrella in Om'Masa Keitha (prvi je v stik z njo stopil potem, ko je producentom iz Roc Nationa posredovala svoje demoposnetke) in pri njima izpopolnila svoje glasbeno znanje. Nov material je posnela s producentsko ekipo, ki sodeluje z Roc Nationom, založbo raperja Jaya Z-ja.
Marca 2016 je izšel »Svet je tvoj«, duet s Frenkom Novo, ki je bil njen sotekmovalec na Znan obraz ima svoj glas. Začasno je v Frenkovi skupini Sopranos nadomestila vokalistko Alenko Husić.
Na Emi 2017 je nastopila v duetu s havajskim pevcem Duncanom Kamakano z »Are You There«.
Diskografija
- 2008: Naprej
- 2010: To je moj dan − (Kataya & Tangels)
- 2012: Novi svet
- 2013: Numero uno – feat. Challe Salle & Erik[21]
- 2014: Back to Life – feat. David H
- 2014: Supersonic Woman
- 2014: Mimeomia – feat. David H
- 2015: Summer Dream – feat. David H
- 2016: Svet je tvoj – s Frenkom Novo
- 2017: Are You There – z Duncanom Kamakano
- 2017: Suave
- 2018: Na srečo
- 2018: Tango

## Sinhroniziranje
Poleg petja se ukvarja tudi s sinhroniziranjem celovečernih animiranih filmov in televizijskih risank (oddaj za otroke). Njena prva glasovna vloga je bila Stephanie v otroški seriji Leno mesto, v izvirniku LazyTown (2009). Glas je med drugim posodila tudi čebelici Maji v novi, 3D-različici risanke, ki so jo leta 2012 začeli predvajati na kanalu POP OTO, ter raziskovalki Dori.
| Naslov                             | Vloga             | Leto |
| ---------------------------------- | ----------------- | ---- |
| Kako izuriti svojega zmaja         | Astrid            | 2010 |
| Smrkci                             | Smrketa           | 2011 |
| Rio                                | Jewel             | 2011 |
| Jessie                             | Emma Ross         | 2011 |
| Ledena doba 4: Celinski premiki    | Breskvica         | 2012 |
| Pet legend                         | Zobka             | 2012 |
| Kako izuriti svojega zmaja 2       | Astrid            | 2013 |
| Smrkci 2                           | Smrketa           | 2013 |
| Rio 2                              | Jewel             | 2014 |
| Zvončica in piratska vila          | Zvončica          | 2014 |
| Čebelica Maja                      | čebelica Maja     | 2014 |
| Časovna kad doktorja Proktorja     | Juliette          | 2015 |
| Gromka hiša                        | Lily, Ronnie Anne | 2016 |
| Vaiana: Iskanje bajeslovnega otoka | Vaiana            | 2016 |
| Smrkci: Skrita vas                 | Smrketa           | 2017 |

## Znan obraz ima svoj glas
Kataya je sodelovala v 2. sezoni šova Znan obraz ima svoj glas, ki je potekala od marca do maja 2015. Preobrazba v Amy Lee iz skupine Evanescence ji je v drugem tednu prinesla zmago. V prvih 11 oddajah je zbrala dovolj točk, da se je uvrstila v finale, kjer je imitirala švedsko pevko Loreen.
| #   | Izvajalec      | Pesem                    |
| --- | -------------- | ------------------------ |
| 1.  | Duffy          | Mercy                    |
| 2.  | Evanescence    | My Immortal              |
| 3.  | Britney Spears | Oops! ... I Did It Again |
| 4.  | Janis Joplin   | Piece of My Heart        |
| 5.  | Marilyn Manson | Tainted Love             |
| 6.  | Neca Falk      | Vsi ljudje hitijo        |
| 7.  | Marilyn Monroe |                          |
| 8.  | Shakira        | Whenever, Wherever       |
| 9.  | Danijela       | Neka mi ne svane         |
| 10. | Beyonce        | Love On Top              |
| 11. | Little Richard | Tutti frutti             |
| 12. | Loreen         | Euphoria                 |

## Ostalo
Leta 2006 se je slikala za slovensko revijo Playboy: bila je Playboyevo dekle meseca aprila.
Aprila 2014 se je zaročila s svojim fantom Igorjem Potočnikom, ki ga je zasnubila v resničnosti oddaji Sladko življenje (Planet TV). Po nekaj mesecih sta zaroko razdrla.